# Lukavica (Banská Bystrica)
Lukavica é um município da Eslováquia, situado no distrito de Zvolen, na região de Banská Bystrica. Tem 5,16 km² de área e sua população em 2018 foi estimada em 270 habitantes.

## Demografia
| Ano:        | 1994 | 2004   | 2014    | 2024    |
| ----------- | ---- | ------ | ------- | ------- |
| Broj ljudi: | 153  | 143    | 165     | 287     |
| Razlika:    |      | -6,53% | +15,38% | +73,93% |

| Ano:               | 2023 | 2024   |
| ------------------ | ---- | ------ |
| Número de pessoas: | 284  | 287    |
| Diferença:         |      | +1,05% |